# Rino Sudano
Rino Sudano (Catania, 19 maggio 1941 – Quartu Sant'Elena, 18 gennaio 2005) è stato un attore teatrale, regista e drammaturgo italiano.

## Carriera di un maestro del teatro
Nato a Catania, Rino Sudano si trasferisce in giovanissima età a Roma con la famiglia. Nel settembre del 1959, conseguita la maturità classica, si iscrive alla facoltà di giurisprudenza. È un momento di apprendistato poetico: proprio nel 1959, due sue poesie (E vinse il caldo; Non ricordo il tuo nome) vengono pubblicate nel numero di novembre de La Fiera Letteraria.
Rino Sudano, fra i maestri del teatro contemporaneo italiano, negli anni sessanta era stato uno degli esponenti di rilievo dell'Avanguardia Romana, insieme a Carlo Quartucci e Leo de Berardinis, contribuendo sensibilmente a rinnovare la scena italiana. Dai primi anni 1980 fu legato strettamente all'ambiente di Cagliari, dove ha fondato il Palazzo d'Inverno e ha lavorato con varie compagnie teatrali, tra cui la compagnia Riverrun, con la quale ha firmato gli ultimi lavori.
È stato un interprete raffinato dell'opera di Samuel Beckett. Più volte nel corso della sua lunga carriera ha messo in scena con successo Finale di partita.
A Roma, assieme al gruppo di Quartucci, fu protagonista del Festival di Prima Porta del 1965. Nel 1972 partecipò da protagonista a una storica edizione televisiva del Moby Dick, ancora con la regia di Quartucci.
Negli anni 1970 è stato protagonista di vari allestimenti prodotti dagli Stabili italiani, soprattutto quelli di Genova e Torino. Con il suo gruppo Quattro Cantoni ha guadagnato un grande rilievo presso la critica nazionale con I Sette contro Tebe, Il capitale di Carlo Marx e Turandot di Carlo Gozzi.
Sudano impone una svolta artistica nei primi anni 1980: lascia il teatro 'ufficiale' e ripropone assieme ad Anna D'Offizi il gruppo Quattro Cantoni. La compagnia fa spola fra Roma e Cagliari. È il momento di una duratura nuova collaborazione con la scena della Sardegna. Collabora all'Università di Cagliari con lo storico del teatro Gigi Livio. La fondazione del Palazzo d'Inverno lo porta a proporre, tra gli altri, Antigone, Edipo, Finnegans Wake, Pellicano, Prometeo incatenato, Calderón di Pier Paolo Pasolini. Nell'isola propone anche Le sedie di Eugène Ionesco, Canti pisani di Ezra Pound e Giorni felici di Samuel Beckett.
A livello nazionale, Sudano lavora ancora con Carlo Quartucci nel 1986 in Pentesilea e inizia il suo percorso drammaturgico portando in scena Tre recite e La volpe e l'uva.
Nel corso degli anni 1990 si riconcentra sui classici con una passione rinnovata. A Quartu Sant'Elena porta avanti un'iniziativa su impulso del comune: con un gruppo di giovani attori della compagnia "I Nuovi"  dà vita a La casa della parola: in una casa tradizionale campidanese,  ripercorre la storia del teatro (dai tragici greci a Beckett) divulgando per ogni serata un diverso autore e mettendone in scena le opere più importanti. Partendo dal metodo sperimentato in quell'occasione mette le basi per l'azione successiva, azzerando modi e forme teatrali esplorate fino ad allora.
Nello stesso periodo, sempre con gli attori della compagnia "I Nuovi",  firma una versione in lingua sarda del Woyzeck di Georg Büchner (1995) e ripropone un Amleto di William Shakespeare (1996). Inoltre è protagonista, assieme a cast diversi, di Finale di partita(1996). Sempre a Quartu propone anche Alcesti e Canto di Natale.
Negli ultimi anni Rino Sudano collaborava strettamente con la compagnia Riverrun, con cui ha firmato i suoi ultimi lavori: le regie di Cavalleria rusticana (2001), Giorni felici (2001), Tracce shakespeariane (2002), Pentesilea di von Kleist e Iliade (2003), e i suoi spettacoli Adesso non c'è più (2001) e Assenze (2003). Tra gli allievi cresciuti artisticamente in questa fase c'è l'attore Elio Turno Arthemalle e Monica Zuncheddu.